# Precovery
În astronomie, precovery (din engleză: „pre-discovery recovery”) sau predescoperire este procesul prin care se găsește o imagine a unui obiect nou descoperit în imagini arhivate sau plăci fotografice create anterior descoperirii, pentru calculul mai precis al orbitei obiectului. Asta se întâmplă deseori cu planete minore, dar uneori o cometă, planetă pitică, un satelit natural sau o stea pot fi găsite între imaginile vechi arhivate; s-au obținut chiar și observații de predescoperire pentru exoplanete.
Calculul orbitei unui corp astronomic implică măsurarea poziției acestuia cu mai multe ocazii. Cu cât sunt mai separate în timp măsurătorile, cu atât crește precizia orbitei determinate. Pentru corpurile nou descoperite există deseori doar zile sau săptămâni de măsurători, ceea ce permite doar o determinare imprecisă a orbitei.
Când se descoperă un obiect de importanță mare (ca asteroizi cu o șansă de a lovi Pământul), cercetătorii încep o căutare a imaginilor predescoperite. Pentru aceasta se folosesc calcule preliminare ale orbitei pentru prezicerea locațiilor în care ar putea apărea pe imaginile arhivate, imagini care au uneori o vechime de decenii. Dacă se găsesc astfel de imagini, acestea pot fi folosite pentru calculul mai precis al orbitei.
Până la apariția calculatoarelor performante era impractică analiza automată a imaginilor pentru descoperirea de planete minore, iar procesul manual era foarte laborios. De obicei, aceste imagini au fost realizate cu ani sau decenii mai devreme pentru alte scopuri (studiul galaxiilor, etc.) și nu era rentabilă analiza manuală a imaginilor pentru descoperirea de asteroizi. Dar în ziua de azi calculatoarele pot analiza imagini astronomice digitale și le pot compara cu cataloage stelare care conțin până la 1 miliard de poziții stelare, pentru a vedea dacă una din acele „stele” (puncte luminoase) este de fapt o predescoperire a unui obiect deja descoperit. Tehnica a fost folosită până la mijlocul anilor 1990 pentru a determina orbitele unui număr foarte mare de planete minore.

## Exemple
Într-un caz extrem de predescoperire, un obiect a fost descoperit la data de 31 decembrie 2000, cu numele provizoriu 2000 YK66, în urma căreia i s-a calculat o orbită apropiată de Pământ. Imaginile arhivate au surprins obiectul încă de pe 23 februarie 1950, când a primit numele provizoriu 1950 DA și apoi a fost pierdut timp de jumătate de secol. Distanța mare dintre observații a permis o precizie neobișnuit de mare a calculului orbitei și în urma acestuia s-a dovedit că asteroidul avea de fapt o mică șansă de a se ciocni cu Pământul. După determinarea orbitei cu suficientă precizie, corpul poate primi un număr alături de nume (în acest caz, (29075) 1950 DA).
Asteroidul 69230 Hermes a fost descoperit în anul 2003 și numerotat, dar a mai fost descoperit în imagini de arhivă din 1937, când a primit un nume, dar apoi obiectul a fost pierdut. Prin urmare, vechiul său nume - Hermes - a fost adăugat la număr. Centaurul 2060 Chiron a fost descoperit în 1977, iar imaginile predescoperite datau încă din 1895.
Un alt caz extrem de predescoperire este asociat planetei Neptun. Galileo Galilei a observat Neptun la 28 decembrie 1612 și 27 ianuarie 1613, când o parte din orbita sa se afla direct în spatele lui Jupiter (privit de pe Pământ). Deoarece Neptun se mișcă foarte încet și nu este foarte luminos (comparativ cu alte planete de la acea vreme), Galileo a confundat planeta cu o stea fixă și Neptun a rămas nedescoperit până în 1846. Galileo a notat că „steaua” nu pare să se miște prin observația că nu și-a schimbat distanța aparentă față de stea cunoscută. În 1795 și astronomul Lalande a confundat Neptun cu o stea.  În 1690, astronomul John Flamsteed a făcut același lucru cu Uranus, pe care l-a catalogat drept „steaua” 34 Tauri.

### Planete pitice
Datele de descoperire și predescoperire pentru unele planete pitice cunoscute și probabile:
| Obiect    | Anul descoperirii | Anul predescoperirii |
| --------- | ----------------- | -------------------- |
| Pallas    | 1802              | 1779                 |
| Pluto     | 1930              | 1909                 |
| Huya      | 2000              | 1996                 |
| Ixion     | 2001              | 1982                 |
| Quaoar    | 2002              | 1954                 |
| Máni      | 2002              | 1954                 |
| Sedna     | 2003              | 1990                 |
| Orcus     | 2004              | 1951                 |
| Haumea    | 2004?             | 1955                 |
| Eris      | 2005              | 1954                 |
| Makemake  | 2005              | 1955                 |
| Gonggong  | 2007              | 1985                 |
| 2013 FZ27 | 2013              | 2001                 |